# Lökom
Lökom är en by cirka 15–20 kilometer sydost om Sollefteå invid Ångermanälven. De flesta pendlar in till Sollefteå för arbete och skola.
I byn finns en bygdegård där aktiviteter arrangeras av byns byalag, bland annat återkommande Valborgs- och midsommarfirande, samt skidtävlingar för invånare och tillresta.